# Danh sách chi động vật bò sát tiền sử

## A
- Aegirosaurus[1][2]
- Anhanguera
- Anthodon[3]
- Archelon
- Askeptosaurus
- Araeoscelidans
- Araeoscelis
- Avicephalans

## B
| Mục lục: | A B C D E F G H I J K L M N O P Q R S T U V W X Y Z |

- Bolosaurids
- Brazilosaurus
- Bradysaurus[4]

## C
| Mục lục: | A B C D E F G H I J K L M N O P Q R S T U V W X Y Z |

- Captorhinids
- Californosaurus
- Cearadactylus
- Champsosaurus
- Ctenochasma
- Claudiosaurus
- Cryptoclidus
- Coelurosauravus
- Cryptocleidus
- Cymbospondylus
- Clidastes[5][6]
- Ceresiosaurus

## D
| Mục lục: | A B C D E F G H I J K L M N O P Q R S T U V W X Y Z |

- Darwinopterus
- Deinosuchus
- Dimetrodon
- Dimorphodon
- Dsungaripterus.[7]

## E
| Mục lục: | A B C D E F G H I J K L M N O P Q R S T U V W X Y Z |

- Edaphosaurus[8]
- Elasmosaurus
- Eosuchians
- Elginia
- Eurhinosaurus
- Excalibosaurus

## F
| Mục lục: | A B C D E F G H I J K L M N O P Q R S T U V W X Y Z |

- Feilongus
- Futabasaurus[9]

## G
| Mục lục: | A B C D E F G H I J K L M N O P Q R S T U V W X Y Z |

- Grippia
- Globidens

## H
| Mục lục: | A B C D E F G H I J K L M N O P Q R S T U V W X Y Z |

- Haopterus
- Hatzegopteryx
- Hudsonelpidia
- Himalayasaurus
- Hylonomus[10][11]
- Hypsognathus
- Henodus
- Haasiophis

## I
| Mục lục: | A B C D E F G H I J K L M N O P Q R S T U V W X Y Z |

- Ichthyosaurus[12]

## J
| Mục lục: | A B C D E F G H I J K L M N O P Q R S T U V W X Y Z |

- Jeholopterus

## K
| Mục lục: | A B C D E F G H I J K L M N O P Q R S T U V W X Y Z |

- Kronosaurus
- Kuehneosaurus

## L
| Mục lục: | A B C D E F G H I J K L M N O P Q R S T U V W X Y Z |

- Labidosaurus
- Lagosuchus
- Liaoningopterus
- Lepidosaurians
- Liopleurodon
- Longisquama
- Lariosaurus
- Libonectes
- Liopleurodon

## M
| Mục lục: | A B C D E F G H I J K L M N O P Q R S T U V W X Y Z |

- Macroplata
- Muraenosaurus
- Mesosaurus
- Mosasaurus
- Millerettids
- Milleretta
- Mixosaurus
- Meiolania

## N
| Mục lục: | A B C D E F G H I J K L M N O P Q R S T U V W X Y Z |

- Nothosaurus
- Nyctosaurus
- Najash rionegrina

## 0
| Mục lục: | A B C D E F G H I J K L M N O P Q R S T U V W X Y Z |

- Ophthalmosaurus

## P
| Mục lục: | A B C D E F G H I J K L M N O P Q R S T U V W X Y Z |

- Palaeotrionyx
- Pareiasaurs
- Pareiasaurus
- Petrolacosaurus
- Postosuchus
- Pteranodon
- Pterodaustro
- Pterodactylus
- Placodontia
- Placodus
- Placochelys
- Pleurosternon
- Preondactylus
- Plesiosaurus
- Proganochelys
- Protostega
- Protoavis
- Protorothyridids
- Petrolacosaurus
- Paleothyris
- Platecarpus
- Paleoboa
- Peloneustes
- Pachyrhachis
- Pistosaurus
- Plesiosaurus

## Q
| Mục lục: | A B C D E F G H I J K L M N O P Q R S T U V W X Y Z |

## R
| Mục lục: | A B C D E F G H I J K L M N O P Q R S T U V W X Y Z |

- Rhamphorhynchoidea
- Rhamphorhynchus[13]

## S
| Mục lục: | A B C D E F G H I J K L M N O P Q R S T U V W X Y Z |

- Sarcosuchus
- Scutosaurus
- Shastasaurus
- Shonisaurus
- Sordes
- Sinopterus
- Silvanerpeton
- Stupendemys
- Spinoaequalis
- Selmasaurus

## T
| Mục lục: | A B C D E F G H I J K L M N O P Q R S T U V W X Y Z |

- Tapejara
- Taniwhasaurus
- Testudo atlas
- Temnodontosaurus
- Thalassodromeus
- Thalattosaurians
- Tropeognathus
- Tylosaurus[14][15]

## U
| Mục lục: | A B C D E F G H I J K L M N O P Q R S T U V W X Y Z |

- Umoonasaurus[16]
- Utatsusaurus

## V
| Mục lục: | A B C D E F G H I J K L M N O P Q R S T U V W X Y Z |

## W
| Mục lục: | A B C D E F G H I J K L M N O P Q R S T U V W X Y Z |

## X
| Mục lục: | A B C D E F G H I J K L M N O P Q R S T U V W X Y Z |

## Y
| Mục lục: | A B C D E F G H I J K L M N O P Q R S T U V W X Y Z |

- Yabeinosaurus
- Youngina

## Z
| Mục lục: | A B C D E F G H I J K L M N O P Q R S T U V W X Y Z |

- Zhejiangopterus[17][18][19]